# U-Bahnhof Cabo Ruivo

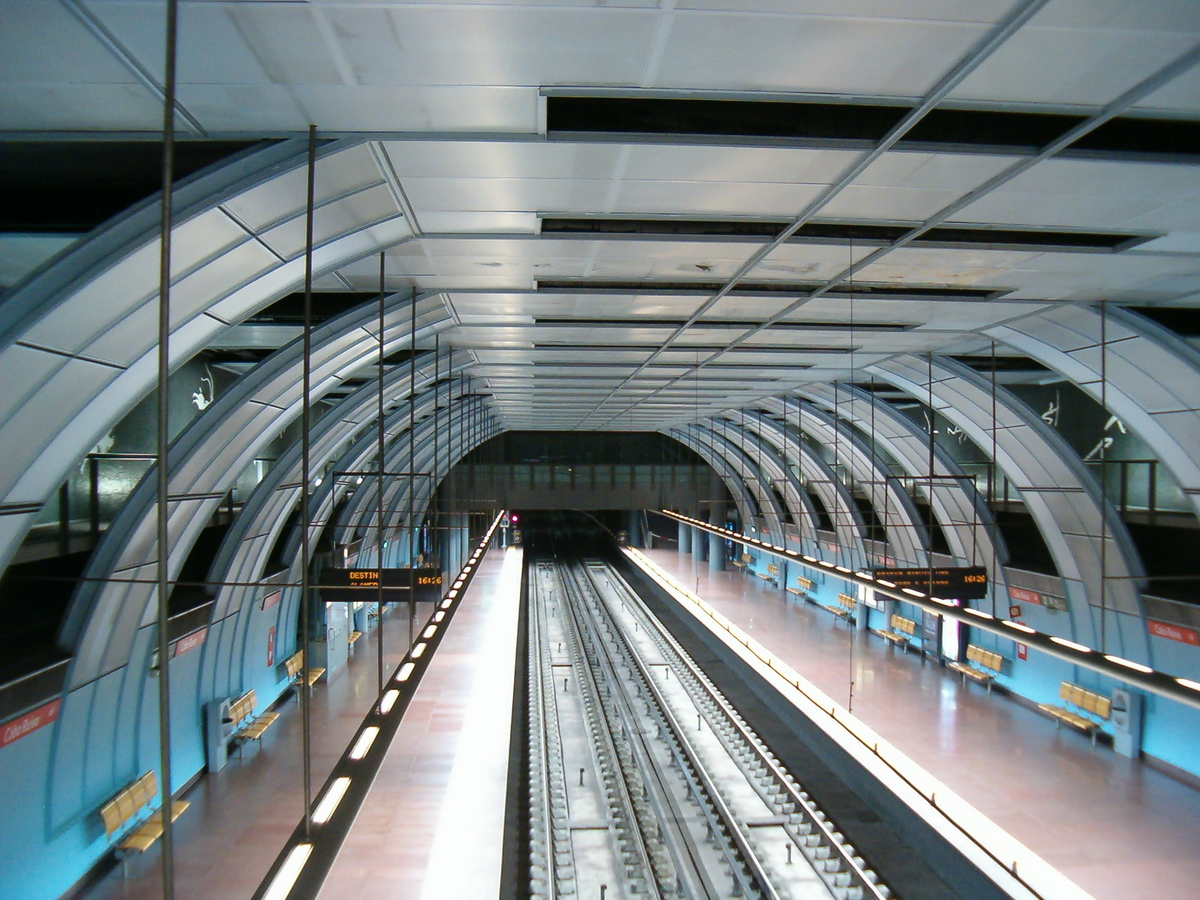
Blick auf die beiden Seitenbahnsteige des Bahnhofs Cabo Ruivo

Cabo Ruivo ist ein U-Bahnhof der Linha Vermelha der Metro Lissabon und befindet sich unter der Avenida de Pádua in der Stadtgemeinde Olivais. Die Nachbarbahnhöfe sind Olivais und Oriente; der Bahnhof ging am 18. Juli 1998 in Betrieb.

## Geschichte
Wie auch sechs andere Bahnhöfe, gehört Cabo Ruivo zur 1998 eröffneten Linha Vermelha, die anlässlich der im heutigen Parque das Nações stattfindenden Expo 1998 gebaut wurde. Während die Linie selbst ihren Betrieb drei Tage vor Eröffnung der Weltausstellung aufnahm (am 19. Mai 1998), ging der Bahnhof Cabo Ruivo aufgrund von Erdabsenkungen erst am 18. Juli gleichen Jahres in Betrieb.
Die Konzeption des Bahnhofs übernahm ein Architektenkolleg um Duarte Nuno Simões, Nuno Simões, João D. Santa Rita und João P. Santa Rita. Sie entwarfen einen relativ nüchternen Bahnhof mit den üblichen zwei 105 Meter langen Seitenbahnsteigen. Zugänge befinden sich sowohl am westlichen als auch am östlichen Ende des Bahnsteiges, wobei ostwärts sich auch die drei Aufzugsanlagen befinden. Die künstlerische Gestaltung übernahm David de Almeida, der sich seit Beginn seiner künstlerischen Laufbahn stets mit prähistorischen Motiven auseinandergesetzt hat. So entwarf er auch für diesen Bahnhof verschiedene Motive im Stile von Höhlenmalereien, die weiß auf schwarzen Hintergleiswänden zu sehen sind. Die Bahnsteigwände selbst sind jedoch in einem nüchternen blau.

## Verlauf
Am U-Bahnhof bestehen Umsteigemöglichkeiten zu den Buslinien der Carris.
| Linie | Verlauf |
| ----- | --- |
|       | Aeroporto – Encarnação – Moscavide – Oriente – Cabo Ruivo – Olivais – Chelas – Bela Vista – Olaias – Alameda – Saldanha – São Sebastião |